# 库页堇菜
库页堇菜（学名：Viola sacchalinensis）为堇菜科堇菜属的植物。分布于俄罗斯、日本、朝鲜以及中国大陆的吉林等地，生长于海拔500米至1,900米的地区，多生长在山地林下以及林缘，目前尚未由人工引种栽培。

## 异名
- Viola sacchalinensis De Boiss. var. alpicola P. Y. Fu et Y. C. Teng